# Blendenübertragung

Blendenübertragung an einer Minolta XD-7

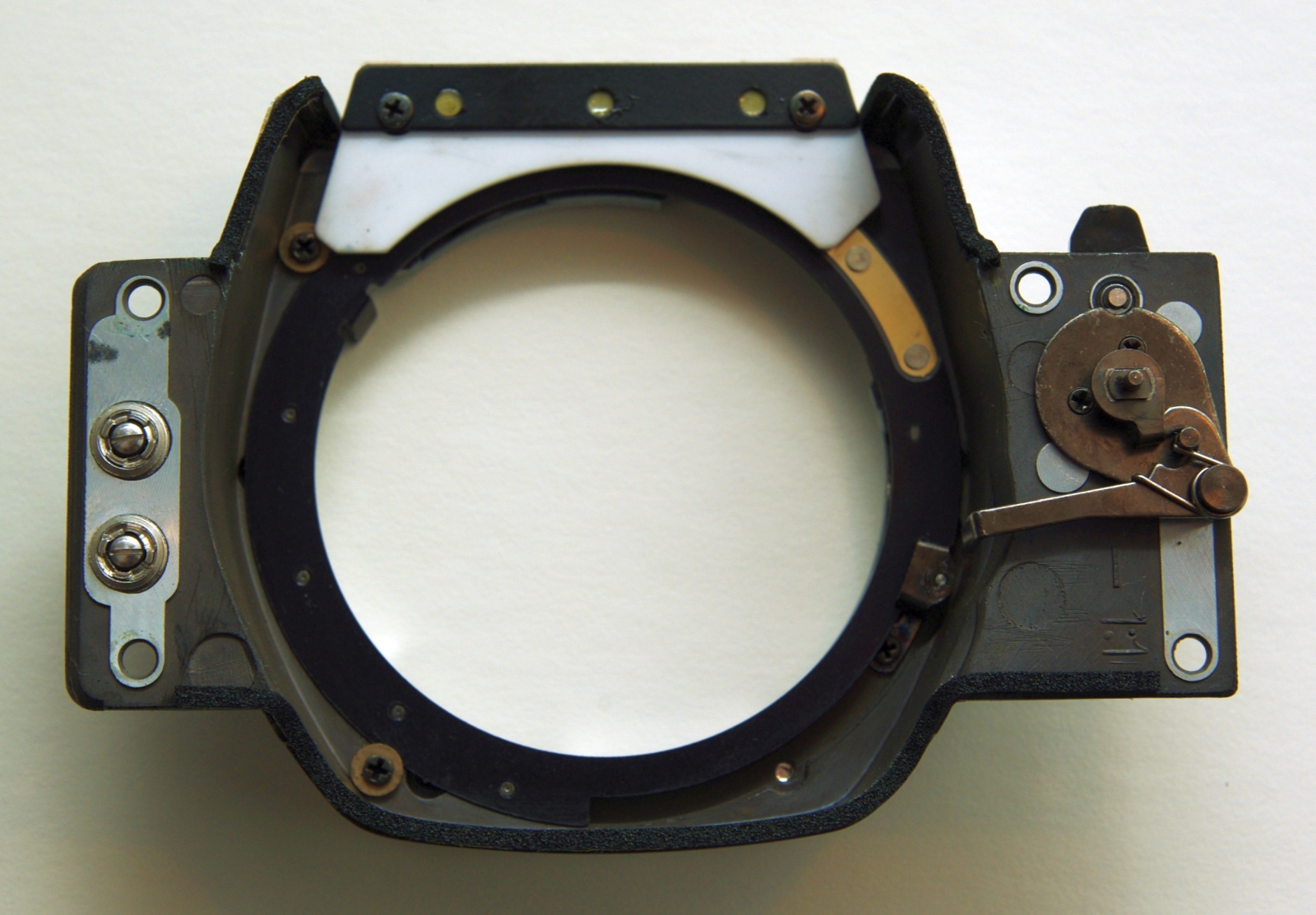
Blendensimulator einer Pentax MX von innen

Mit Blendenübertragung (auch: Blendensimulator oder Blesator) werden bei Kamerasystemen mit Wechselobjektiven Verfahren bezeichnet, mit dem der Wert der am Objektiv eingestellten Blendenzahl elektrisch oder mechanisch an die Belichtungsmessung in der Kamera übermittelt wird. 
Je nach Einstellung der Objektivblende gelangt mehr oder weniger Licht vom Objekt zum Aufnahmemedium, sei es ein herkömmlicher Film oder ein digitaler Bildsensor, was bei der Belichtungseinstellung berücksichtigt werden muss. Bei allen moderneren Spiegelreflexkameras mit integriertem Belichtungsmesssystem erfolgt die Belichtungsmessung durch das angesetzte Objektiv. Diese sogenannte Innenmessung erfolgte bei frühen Kameramodellen grundsätzlich bei der für die jeweilige Aufnahme am Objektiv eingestellten Arbeitsblende, was je nach Abblendung zu einem mehr oder weniger finsteren Sucherbild zum Zeitpunkt der Messung führte. Darüber hinaus arbeiten die lange Zeit weitverbreiteten CdS-Messzellen bei geringer Helligkeit sehr träge, eine genaue Belichtungsmessung bei geringer Beleuchtungsintensität und gleichzeitig stark abgeblendetem Objektiv kann etliche Sekunden dauern oder sogar unmöglich sein.
Diese Nachteile können durch eine Belichtungsmessung bei offener Blende vermieden werden. Eine mechanische oder elektrische Steuerung hält hierzu die Blende vor der Aufnahme unabhängig vom am Blendenring eingestellten Wert offen, so dass alle Einstellungen stets bei voller Sucherhelligkeit vorgenommen werden können. Der Belichtungsmesser erhält dadurch jedoch eigentlich falsche Helligkeitswerte geliefert. Die Blendenübertragung versorgt deshalb den Belichtungsmesser mit den nötigen Informationen, welche Arbeitsblende beim Auslösen der Kamera zu erwarten ist. Diese Information wird kameraintern mit dem gemessenen Helligkeitswert verrechnet. Je nach Ausführung der Kamera kann diese Verrechnung rein mechanisch, mit analoger Elektronik oder digital erfolgen.